# Phialanthus macrocalyx
Phialanthus macrocalyx är en måreväxtart som beskrevs av Attila L. Borhidi. Phialanthus macrocalyx ingår i släktet Phialanthus och familjen måreväxter. Inga underarter finns listade i Catalogue of Life.